# Giovanna Trillini
Giovanna Trillini (n. 17 mai 1970, Jesi, Marche, Italia) este o scrimeră italiană specializată pe floretă. 

## Carieră
Trillini a început să practice scrima la vârsta de șapte ani la CS Jesi cu maestrul Ezio Triccoli. A cucerit primul ei titlu național în 1986, la vârsta de doar 16 ani. A fost campioană olimpică la Barcelona 1992, dublă campioană mondială în 1991 și 1997 și vicecampioană europeană în 2001. Cu echipa Italiei a fost triplă campioană olimpică (în 1992, 1996 și 2000), de șapte ori campioană mondială și dublă campioană europeană.
După ce s-a retras din activitatea sportivă a devenit antrenor de scrimă la CS Jesi pentru copii în vârstă de mai puțin de 14 ani. Din 2012 o pregătește pe campioana olimpică Elisa Di Francisca.

## Legături externe
- Prezentare Arhivat în 4 ianuarie 2015, la Wayback Machine. la Confederația Europeană de Scrimă
- en Giovanna Trillini la Olympedia.org